# Rihtarovci
Rihtarovci este o localitate din comuna Radenci, Slovenia, cu o populație de 70 de locuitori.